# Boragh
Boraq, auch Boragh und Buraq (persisch براق, DMG borāq), ist ein Schützenpanzer aus iranischer Produktion.

## Entwicklung
Die Standardversion basiert auf einer Kopie des sowjetischen BMP-1 bzw. des chinesischen „Typ 86“. Der Schützenpanzer wurde 1996 entworfen und ging noch im selben Jahr in Produktion. Er ist im Vergleich zum BMP besser gepanzert und braucht deshalb einen stärkeren Motor. Die Modelle sind schwimmfähig und verfügen über ABC-Schutzvorrichtungen. Die Laufrollen ähneln äußerlich denen des M113.
Es sind verschiedene Versionen bekannt, die sich durch verschiedene Hauptbewaffnungen und Ausstattungen unterscheiden. Viele Fahrzeuge sind statt mit der 73-mm-Kanone mit einem schweren Maschinengewehr vom Typ DSchK oder einem Mörser ausgerüstet. Es gibt außerdem ein Modell mit einer 20-mm- oder 30-mm-Maschinenkanone und zusätzlicher elektronischer Ausstattung, das dem BMP-2 ähnelt. Auf einer Parade 2008 wurde ein Fahrzeug mit einer doppelten Flugabwehrkanone gezeigt. Das Fahrzeug verfügt über eine Infrarot-Nachtsichtausrüstung für Kommandant, Fahrer und Richtschütze.
Im Mai 2002 meldete die iranische Behörde für Wehrbeschaffung die Entwicklung von drei neuen Varianten des Boragh: ein 120-mm-Mörserträger, ein Munitionstransporter und ein Mannschaftstransporter mit verbesserter Bewaffnung.
Die Raad-1-Panzerhaubitze basiert auf dem Chassis des Boragh.